# 1805 en santé et médecine
| Années de la santé et de la médecine : 1802 - 1803 - 1804 - 1805 - 1806 - 1807 - 1808    |
| Décennies de la santé et de la médecine : 1770 - 1780 - 1790 - 1800 - 1810 - 1820 - 1830 |

Cet article présente les faits marquants de l'année 1805 en santé et médecine.

## Publications
- James Parkinson : Observations on the nature and cure of gout (Observations sur la nature et le traitement de la goutte), Londres.

## Naissances
- 9 juin : Johann Friedrich Klotzsch (mort en  1860), pharmacien et botaniste allemand.
- 21 juin : Charles Thomas Jackson (mort en 1880), médecin, chimiste, géologue et minéralogiste américain.
- 4 juillet : Ludwig Karl Georg Pfeiffer (mort en 1877), médecin, botaniste et malacologiste allemand.
- 5 décembre : Joseph Škoda (mort en 1881), médecin austro-hongrois d’origine tchèque.

## Décès
- 6 janvier : Conrad Moench (né en 1744), pharmacien et botaniste allemand[1].
- 17 février : Josephus Nicolaus Laurenti (né en 1735), médecin et naturaliste autrichien.